# الحرية الدينية في بوروندي
ينص دستور بوروندي على حرية الدين، وتحترم الحكومة بشكل عام هذا الحق في الممارسة. تسهم سياسة الحكومة في الممارسة الحرة للدين بشكل عام. في دراسة حكومية أمريكية أجريت عام 2007، لم ترد أي تقارير عن انتهاكات اجتماعية أو تمييز على أساس المعتقدات أو الممارسات الدينية.

## الديموغرافيا الدينية
تبلغ مساحة البلاد 27،830 كيلومترًا مربعًا ويبلغ عدد سكانها 8,390,500. على الرغم من عدم توفر إحصائيات موثوقة عن أتباع المجموعات الدينية المختلفة، تقدر المصادر أن عدد السكان المسيحيين يبلغ 67 بالمئة، ويمثل الروم الكاثوليك أكبر مجموعة بنسبة 62 بالمئة. ويشكل الممارسون البروتستانت والأنجليكان نسبة الخمسة بالمئة المتبقية. يُقدر الممثل المحلي للكرسي الرسولي السكان الكاثوليك بنحو 65 في المئة. يلتزم ما يقدر بنحو 23 بالمئة من السكان بالمعتقدات الدينية الأصلية التقليدية؛ روجت بعض الجماعات التقليدية للسكان الأصليين لعلاج فيروس نقص المناعة البشرية والإيدز وأمراض أخرى. يقدر عدد السكان المسلمين بحوالي 10 بالمئة، يعيش غالبيتهم في المناطق الحضرية. يشكل السنة غالبية السكان المسلمين، والباقي من الشيعة.
تنشط جماعات التبشير الغربية في البلاد.

## وضع الحرية الدينية

### الإطار القانوني والسياسي
ينص الدستور، الصادر في مارس 2005، على حرية الدين، وقد احترمت الحكومة بشكل عام هذا الحق في الممارسة. سعت الحكومة على جميع المستويات إلى حماية هذا الحق بالكامل ولم تتسامح مع انتهاكه، سواء من جانب الجهات الحكومية أو الخاصة. يحظر التمييز على أساس المعتقد الديني. يعد قانون عام 1992 الذي يشمل المنظمات غير الربحية، بما في ذلك الجماعات الدينية، أساس الاعتراف بالهيئات الدينية وتسجيلها.
لا يوجد دين للدولة.
تطلب الحكومة من الجماعات الدينية التسجيل لدى وزارة الداخلية. يجب على كل جمعية ذات طابع ديني أن تقدم ما يلي إلى الوزارة: تسمية أو انتماء المؤسسة الدينية ونسخة من نظامها الأساسي وعنوان مقرها في البلد وعنوانها في الخارج، إذا كانت المؤسسة الدينية المحلية تابعة لجهة خارجية، ومعلومات عن مجلس إدارة الجمعية وممثلها القانوني. إذا فشلت منظمة ذات طبيعة دينية في التسجيل لدى الوزارة، يُذكر ممثلها بضرورة القيام بذلك. إذا لم يمتثل الممثل، يُطلب من مكان العبادة أو الجمعيات أن يغلق أبوابه. رغم أنه يجوز سجن ممثل المؤسسة أو الجمعية الدينية لمدة تتراوح بين 6 أشهر و 5 سنوات لعدم امتثالها لهذه التعليمات، خلال الفترة المشمولة بالتقرير، لم يتلق أي ممثل هذه العقوبة.
تطلب الحكومة أن توفر كل الجماعات الدينية مقرات لها في البلد.
في حين لا يوجد قانون يمنح إعفاءات ضريبية للجماعات الدينية، فإن الحكومة تتنازل في كثير من الأحيان عن الضرائب المفروضة على المواد الدينية المستوردة التي تستخدمها المؤسسات الدينية وعلى استيراد المؤسسات الدينية للسلع الموجهة لأغراض التنمية الاجتماعية. تتفاوض وزارة المالية على هذه الإعفاءات على أساس كل حالة على حدة، ولا يوجد أي مؤشر على التحيز الديني في منح هذه الإعفاءات.
يُمنح رؤساء المنظمات الدينية الرئيسية صفة دبلوماسي. تبشر المجموعات التبشيرية الأجنبية علنًا بمعتقداتها الدينية. ترحب الحكومة بالمساعدة الإنمائية.
تعترف الحكومة بالأيام الكاثوليكية المقدسة، بما في ذلك انتقال العذراء والصعود وعيد جميع القديسين وعيد الميلاد. اعترفت الحكومة رسميًا في عام 2005 بأيام عيد الفطر المبارك والذي يأتي احتفالًا بنهاية شهر رمضان وعيد الأضحى الذي يُحتفل به في نهاية موسم الحج.

### التقييد على الحرية الدينية
ساهمت سياسة الحكومة وممارساتها في الممارسة الحرة عمومًا للدين.

### انتهاكات الحرية الدينية
لم تكن هناك انتهاكات معروفة للحرية الدينية من قبل الحكومة خلال الفترة التي يغطيها هذا التقرير.
في الماضي، اعتُبر حزب تحرير شعب الهوتو -قوات التحرير الوطنية- مسؤولاً عن قتل أتباع دينيين، بما في ذلك خمسة مدنيين حضروا طقسًا دينيًا في مقاطعة بوجمبورا الريفية في يونيو 2005 والكاهن الكاثوليكي جيرارد نزيمانا في مقاطعة ماكامبا في أكتوبر 2004. لم تُوجه لهم تهم في عمليات القتل هذه.
لم ترد تقارير عن وجود سجناء أو محتجزين دينيين في البلاد.

### التحول الديني القسري
لم ترد أي تقارير عن تحول ديني قسري، بما في ذلك عن مواطنين أمريكيين قاصرين اختُطفوا أو نُقلوا بصورة غير قانونية من الولايات المتحدة، أو عن رفض السماح بعودة هؤلاء المواطنين إلى الولايات المتحدة.

### الانتهاكات الاجتماعية والتمييز
لم ترد أي تقارير عن انتهاكات مجتمعية أو تمييز قائم على المعتقد أو الممارسة الدينية.